# Ляскі (Луківський повіт)
Ляскі (пол. Laski) — село в Польщі, у гміні Кшивда Луківського повіту Люблінського воєводства.
Населення — 132 особи (2011).
У 1975-1998 роках село належало до Седлецького воєводства.

## Демографія
Демографічна структура станом на 31 березня 2011 року:
|          | Загалом | Допрацездатний вік | Працездатний вік | Постпрацездатний вік |
| -------- | ------- | ------------------ | ---------------- | -------------------- |
| Чоловіки | 67      | 20                 | 37               | 10                   |
| Жінки    | 65      | 15                 | 32               | 18                   |
| Разом    | 132     | 35                 | 69               | 28                   |